# Szapasz
Szapasz (ugarycki: špš, „Słońce”) była kananejską boginią Słońca i służyła jako królewski posłaniec boga Ela, prawdopodobnie jej ojca. Jej najczęstsze epitety w ugaryckim to „Shapash, Lampa Bogów” lub „Pochodnia Bogów” (nrt ’ilm špš), „Wielka Dama Szapasz” (rbt špš) i „Wieczna Szapasz” (špš ’lm). Na listach panteonu Szapasz jest utożsamiana z akadyjską dšamaš. 
W przeciwieństwie do Szamasz czy Utu z Mezopotamii, ale podobnie jak Szamasz z Arabii, Szapasz była żeńskim bóstwem słonecznym. Tytuł „Samasz-Jest-Moją-Matką” (Umma-Szamasz) może wskazywać na tradycję żeńskiej bogini Słońca z Mezopotamii z trzeciego tysiąclecia p.n.e., wywodzącą się od północno-zachodniej semickiej bogini Słońca.
Szapasz była głównym bóstwem w religii ugaryckiej. W liście do króla Ugarytu Szapasz jest wymieniona jako druga na liście bóstw jako „Wieczna Szapasz”, zaraz za Baalem. Dowody z list ofiar sugerują, że Szapasz była jedną z głównych bogiń otrzymujących ofiary w Ugarycie. Nosi boski epitet pgr odnoszący się do jej roli podczas nocy „Shapash, Ofiara Pogrzebowa” (šapšu pgr wṯrmnm). Znana jest też z tekstów wróżbiarskich i magicznych.